# 徳島産業科学大博覧会
徳島産業科学大博覧会（徳島産業科学大博覧会、英: TOKUSHIMA FAIR）は、1958年（昭和33年）3月から5月にかけて徳島県徳島市で開催された博覧会。

## 施設・パビリオン
施設名冒頭の数字は、「徳島産業科学大博覧会場案内図」
中の設置場所を表わす番号。
- 第一会場(徳島中央公園)
  - 1郷土館  (博覧会閉幕後の1958年(昭和33年)11月23日、会場に使用された郷土館が内部改装され、徳島市立図書館がここに移転した。[2])
  - 2宇宙旅行館  「宇宙旅行野外パノラマ」の展示
  - 3原子力館
  - 4南極探検館  「南極の石」の展示
  - 5国際館
  - 6木工館　
  - 7専売館
  - 8国鉄館
  - 9電信電話館
  - 10郵政館
  - 11酒・ビール館
  - 12楽焼の家
  - 13農林水産館
  - 14農機具館
  - 15近代工業館
  - 16交通二輪館
  - 17交通三四輪館
  - 18全国物産館・観光館
  - 19防衛館

- 第二会場(徳島中央公園外)
  - 20体育保健館
  - 21児童科学館
  - 22ラヂオテレビ館
  - 23電気科学館
  - 24女性ホール
  - 25生活文化館
  - 26お菓子の城
  - 27芸能センター